# QRVE
QRVE су музичка група из Београда која је деловала деведесетих година 20. века. Свирали су рок са примесама етно и православног звука. Настали су 1989. након распада групе „Командоси“. Група је радила до 2002.
Група је деловала у саставу:
- Драго Сенић - бас и певање
- Драгутин Александрић - гитара
- Верољуб Спасић - бубањ

На крају постојања групе, Спасића је на бубњевима заменио Бојан Дмитрашиновић.
Аутори песама су били Сенић и Александрић. Драго Сенић је заједно са Гораном Марићем из Бјесова направио пројекат: Песме изнад Истока и Запада.

## Дискографија
- , Tom Tom Music, 2000.